# Juan de la Campa
Juan de la Campa (Buenos Aires, 1888 - íd., 19 de septiembre de 1931) fue un abogado y político argentino que ejerció como ministro de Justicia e Instrucción Pública de su país durante la segunda presidencia de Hipólito Yrigoyen.

## Biografía
Afiliado desde su juventud a la Unión Cívica Radical, trabajó como abogado y docente. Fundó el periódico "La Libertad" en apoyo de su partido. Los principales redactores de tal periódico fueron los radicales Enrique Pérez Colman y Eduardo F. Lemos.
Tras la llegada al gobierno de Hipólito Yrigoyen, lo nombró cónsul general en Suecia, cargo que ejerció entre 1918 y 1922. En 1921 fue secretario de la intervención federal en la Provincia de San Juan. Posteriormente fue camarista en la Provincia de Buenos Aires, provincia en que también fue ministro de la Corte Suprema de Justicia.
En 1928 el presidente Hipólito Yrigoyen lo nombró Ministro de Justicia e Instrucción Pública de la Nación. Al iniciarse la conspiración militar que llevaría al golpe de Estado de septiembre de 1930 ideó un plan para reemplazar al presidente Yrigoyen — con evidentes síntomas de senilidad — por el vicepresidente Enrique Martínez. Pero el general José Félix Uriburu dirigió el Golpe de Estado del 6 de septiembre dejando afuera a todos los radicales y culpándolos de la crisis.
Falleció en Buenos Aires el 19 de septiembre de 1931.